# Drop Dead, Gorgeous
Drop Dead, Gorgeous – amerykański zespół grający post hardcore. Pochodzą z Denver w Colorado. Zespół został założony w 2004 roku.

## Ostatni skład
- Danny „Stills” Stillman – wokal (2004-2011)
- Kyle Browning – gitara prowadząca, chórki (2004-2011)
- Jake Hansen – gitara basowa (2004-2011)
- Danny Cooper – perkusja (2004-2011)
- Jacob Belcher – gitara rytmiczna (2004-2011)

## Dyskografia
- Be Mine, Valentine EP (2006, Rise Records)
- In Vogue (2006, Rise Records)
- Worse Than a Fairy Tale (2007, Suretone Records, Rise Records)
- The Hot N' Heavy (2009, Suretone Records)